# Kivándorlók (film, 1938)
A Kivándorlók (eredeti címe angolul Gateway) 1938. augusztus 5-én bemutatott fekete-fehér amerikai film, rendezte Alfred L. Werker. Magyarországon 1939. február 7-én mutatták be.

## Cselekménye
Dick Court haditudósító Spanyolországból szabadságra hazafelé tart New-Yorkba. Az óceánjárón megismerkedik az Írországból kivándorló lánnyal, Catherine-nel. Egy félreértést követő botrány miatt a vesztegzár szigetére, Ellis Islandra viszik őket. Hogy ne toloncolják vissza hazájába, Catherine Tonyval, az adócsalásért oda került exgengszterrel csónakon megszökne a szigetről, de a szökés végül meghiúsul. Dick Court nem csak félti, hanem időközben meg is szerette a fiatal lányt, és örömmel feleségül venné, így Catherine-t nem toloncolnák haza. A történet jó véget ér, a gyorsan megtartott esküvő után a boldog pár elindulhat New-Yorkba.

## Főbb szereplők
- Don Ameche – Dick Court
- Arleen Whelan – Catherine O'Shea
- Gregory Ratoff – Michael Boris Alexis herceg
- Binnie Barnes – Mrs. Fay Sims
- Gilbert Roland – Tony Cadona
- Raymond Walburn – Mr. Benjamin McNutt